# Edvige Jagellone
Edvige Jagellone, conosciuta anche come Edvige di Burghausen (in polacco: Jadwiga Jagiellonka, in lituano: Jadvyga Jogailaitė e in tedesco: Hedwig Jagiellonica o Hedwig von Burghausen; Cracovia, 21 settembre 1457 – Burghausen, 18 febbraio 1502), è stata una principessa polacca.

## Biografia
Edvige Jagellone nacque nel 1457 a Cracovia, in Polonia da Casimiro IV ed Elisabetta d'Asburgo, figlia dell'Imperatore Alberto II.

## Matrimonio
Nel 1468, la sua mano fu richiesta da Mattia Corvino, re d'Ungheria, che l'8 aprile di quell'anno mandò Protas Černohorský z Boskovic, vescovo di Olomouc come suo rappresentante. Con questo matrimonio, il sovrano ungherese sperava di ottenere un prezioso alleato contro il suo rivale per il trono di Boemia, Giorgio di Poděbrady. Allo stesso tempo iniziarono le trattative per un matrimonio tra la seconda figlia di Casimiro IV, Sofia con l'arciduca Massimiliano d'Austria, figlio ed erede dell'imperatore Federico III; così, il re polacco avrebbe garantito che i futuri sovrani di Austria e Ungheria sarebbero stati suoi discendenti. Gli sforzi di Mattia Corvino per la mano di Edvige furono sostenuti sia dall'Imperatore sia da Papa Paolo II.
Tuttavia, dal 1462, Casimiro IV si alleò con Poděbrady, che causò il sospetto di Papa Pio II dopo la Guerra dei tredici anni, durante la quale la Polonia combatté contro l'Ordine Teutonico. Inoltre, la madre della principessa, la regina Elisabetta affermò che Mattia era un contadino, un nano, un cane, semplicemente non era degno di lei. Nonostante ciò, il vescovo Protas fu scelto come padrino per il battesimo del nuovo figlio di re Casimiro IV, nato il 27 aprile 1467, che fu battezzato con il nome di Federico, in onore dell'Imperatore.
Nel 1469, il partito cattolico del Regno di Boemia offrì formalmente la corona a Mattia Corvino. Giorgio di Poděbrady cercò l'appoggio della Polonia, promettendo la successione del figlio maggiore di Casimiro IV, Vladislao in cambio del loro aiuto. Corvino, temendo questa alleanza polacco-boema, richiese di nuovo la mano di Edvige, ma fu rifiutato.
Il 20 ottobre 1470, Casimiro IV e Federico firmarono un trattato nella città di Graz e fu anche discusso un possibile matrimonio tra Edvige e Massimiliano.
Corvino chiese di nuovo la mano di Edvige nel luglio del 1471 e nel settembre del 1473, ricevendo un definitivo rifiuto da parte della regina Elisabetta. All'inizio del 1473, due consiglieri inviati da Alberto IV, Duca di Baviera arrivarono in Polonia con una proposta di matrimonio; tuttavia, Casimiro IV rifiutò l'offerta perché a quel tempo stava già negoziando un matrimonio tra la figlia maggiore e Giorgio, figlio ed erede di Ludovico IX, Duca di Baviera-Landshut.
Casimiro IV, per proteggere i suoi confini sud-occidentali con il regno di Boemia (soggetto alla rivalità tra suo figlio Vladislao e Mattia Corvino), decise di stringere un'alleanza più stretta con la Baviera. Nel 1473, i deputati polacchi Stanisław Kurozwęcki e Paweł Jasieński furono mandati alla corte di Landshut per iniziare i colloqui per un matrimonio tra Edvige e Giorgio. Di conseguenza, il 7 o 10 settembre 1474, il duca Luigi IX inviò un messaggio ufficiale chiedendo la mano di Edvige da parte di suo figlio. I negoziati si sono svolti nelle città di Łęczyca e Radom, dove il 30 dicembre Edvige accettò di sposare Giorgio. Il giorno dopo venne firmato il contratto di matrimonio. Edvige ricevette in dote una somma di 32.000 złoty ungheresi, pagabili in 5 rate per i successivi cinque anni. Il costo del viaggio della principessa polacca nella sua nuova casa ha raggiunto 100.000 złoty.
A causa del fatto che i futuri sposi erano strettamente imparentati (il nonno materno di Edvige Alberto V d'Austria era fratello della nonna paterna di Giorgio, Margherita d'Austria), il cancelliere polacco Uriel Górka si recò a Roma nel 1475 per cercare la dispensa richiesta, che fu concesso da Papa Sisto IV il 26 maggio di quell'anno.
Edvige arrivò con la sua famiglia a Poznań. Con un grande seguito di circa 1.200 cavalieri, arrivò a Wittenberg il 23 ottobre. Era accompagnata, tra gli altri, da Anna, vedova di Boleslao II, duca di Cieszyn.
Il 14 novembre 1475, Edvige e il suo seguito arrivarono finalmente a Landshut, un evento che ispirò il famoso corteo medievale di Landshut. La cerimonia nuziale si è tenuta quel giorno nella chiesa di San Martino, con il servizio officiato da Bernhard von Rohr, arcivescovo di Salisburgo. Numerosi sovrani tedeschi presero parte alle nozze, tra cui l'imperatore Federico III e suo figlio Massimiliano, Alberto III Achille, elettore di Brandeburgo, Sigismondo d'Austria, Filippo, elettore palatino, Alberto, margravio di Baden-Hachberg, conte Ulrico V di Württemberg-Stoccarda e Eberardo V di Württemberg-Urach, Luigi I di Leuchtenberg e il conte Otto di Henneberg-Aschach. La festa del matrimonio si è tenuta il giorno successivo, con 9.000 persone presenti.
Giorgio ed Edvige ebbero cinque figli:
- Ludovico (1476–1496)[3];
- Roberto (nato e morto nel 1477);
- Elisabetta (1478–1504), sposò Roberto del Palatinato, principe-vescovo di Frisinga;
- Margherita (1480–1531)[4], fu badessa del monastero benedettino di Neuburg;
- Wolgango (nato e morto nel 1482)[5].

## Duchessa di Baviera-Landshut
Nel 1479, Edvige divenne duchessa consorte di Baviera-Landshut dopo la morte di suo suocero. Il suo matrimonio non ebbe successo; suo marito era un noto alcolizzato e donnaiolo. Nel 1485, Giorgio bandì sua moglie dalla corte ducale di Landshut e la mise nel castello di Burghausen, dove visse con la sua corte e numerosi servitori, ma - secondo i cronisti contemporanei - privata di tutti i piaceri del mondo e confortata solo con la sua solitudine.  Non è noto se sia stata accompagnata dai suoi figli nel suo esilio.
Edvige, che ha firmato le sue lettere come geborene Königin von Polen (Regina di Polonia per nascita), non mantenne stretti contatti con la sua famiglia. Il 31 gennaio 1503 suo fratello, re Alessandro di Polonia, scrisse a suo marito che non aveva saputo che Edvige fosse morta undici mesi prima.
Edvige, duchessa di Baviera-Landshut, morì inaspettatamente il 18 febbraio 1502 nel castello di Burghausen. Fu sepolta nella chiesa abbaziale di Raitenhaslach vicino a Burghausen. Quando il monastero fu secolarizzato nel 1803, la sua lapide fu distrutta. Tuttavia, vi è una pietra commemorativa nel pavimento della Chiesa nel luogo in cui precedentemente si trovava la sua tomba.

## Ascendenza
|                           |                      |                                | Genitori                             |  |  | Nonni |  |  | Bisnonni |  |  | Trisnonni |  |
|                           |                      |                                |                                      |  |  |       |  |  | Algirdas |  |  | Gediminas |  |
|                           |                      |                                |                                      |  |  |       |  |  | Algirdas |  |  | Gediminas |  |
|                           |                      | Jewna di Polack                |                                      |  |  |       |  |  | Algirdas |  |  |           |  |
| Ladislao II di Polonia    |                      |                                |                                      |  |  |       |  |  | Algirdas |  |  |           |  |
|                           |                      | Uliana di Tver'                | Alessandro I di Tver'                |  |  |       |  |  |          |  |  |           |  |
|                           |                      | Uliana di Tver'                | Alessandro I di Tver'                |  |  |       |  |  |          |  |  |           |  |
|                           |                      | Uliana di Tver'                | Anastasia di Galizia                 |  |  |       |  |  |          |  |  |           |  |
| Casimiro IV di Polonia    |                      | Uliana di Tver'                |                                      |  |  |       |  |  |          |  |  |           |  |
|                           |                      | Andrea Alšėniškis              | Jonas Alšėniškis                     |  |  |       |  |  |          |  |  |           |  |
|                           |                      | Andrea Alšėniškis              | Jonas Alšėniškis                     |  |  |       |  |  |          |  |  |           |  |
|                           |                      | Andrea Alšėniškis              | Agrippina (Svyatoslavna) di Smolensk |  |  |       |  |  |          |  |  |           |  |
| Sofia Alšėniškė           |                      | Andrea Alšėniškis              |                                      |  |  |       |  |  |          |  |  |           |  |
|                           |                      | Aleksandra Dmitrievna Druckaja | Demetrio I Staršyj                   |  |  |       |  |  |          |  |  |           |  |
|                           |                      | Aleksandra Dmitrievna Druckaja | Demetrio I Staršyj                   |  |  |       |  |  |          |  |  |           |  |
|                           |                      | Aleksandra Dmitrievna Druckaja | Anna Ivanovna Druckaja               |  |  |       |  |  |          |  |  |           |  |
| Edvige Jagellone          |                      | Aleksandra Dmitrievna Druckaja |                                      |  |  |       |  |  |          |  |  |           |  |
|                           | Alberto IV d'Asburgo | Alberto III d'Asburgo          |                                      |  |  |       |  |  |          |  |  |           |  |
|                           | Alberto IV d'Asburgo | Alberto III d'Asburgo          |                                      |  |  |       |  |  |          |  |  |           |  |
|                           | Alberto IV d'Asburgo | Beatrice di Norimberga         |                                      |  |  |       |  |  |          |  |  |           |  |
| Alberto II d'Asburgo      | Alberto IV d'Asburgo |                                |                                      |  |  |       |  |  |          |  |  |           |  |
|                           |                      | Giovanna di Baviera-Straubing  | Alberto I di Baviera                 |  |  |       |  |  |          |  |  |           |  |
|                           |                      | Giovanna di Baviera-Straubing  | Alberto I di Baviera                 |  |  |       |  |  |          |  |  |           |  |
|                           |                      | Giovanna di Baviera-Straubing  | Margherita di Brieg                  |  |  |       |  |  |          |  |  |           |  |
| Elisabetta d'Asburgo      |                      | Giovanna di Baviera-Straubing  |                                      |  |  |       |  |  |          |  |  |           |  |
|                           |                      | Sigismondo di Lussemburgo      | Carlo IV di Lussemburgo              |  |  |       |  |  |          |  |  |           |  |
|                           |                      | Sigismondo di Lussemburgo      | Carlo IV di Lussemburgo              |  |  |       |  |  |          |  |  |           |  |
|                           |                      | Sigismondo di Lussemburgo      | Elisabetta di Pomerania              |  |  |       |  |  |          |  |  |           |  |
| Elisabetta di Lussemburgo |                      | Sigismondo di Lussemburgo      |                                      |  |  |       |  |  |          |  |  |           |  |
|                           |                      | Barbara di Cilli               | Ermanno II di Cilli                  |  |  |       |  |  |          |  |  |           |  |
|                           |                      | Barbara di Cilli               | Ermanno II di Cilli                  |  |  |       |  |  |          |  |  |           |  |
|                           |                      | Barbara di Cilli               | Anna di Schaunberg                   |  |  |       |  |  |          |  |  |           |  |
|                           |                      | Barbara di Cilli               |                                      |  |  |       |  |  |          |  |  |           |  |